# 博浩出版社
博浩出版社是一所位於英國的出版機構，目前世界上最大的古典音樂出版商之一。除了樂譜出版工作之外，亦從事樂器製造、販售等業務。博浩出版社的名稱分別繼承自合併前的兩家出版公司，布西父子（Boosey & Sons）公司，以及威廉·亨利·霍克斯（William Henry Hawkes）的「霍克斯父子」公司，兩方在1930年達成合併的協議。

## 沿革
合併前的布西父子公司成立於18世紀60至70年代間，由約翰·布西創建，他的兒子湯瑪斯將公司定址在龐德街4號，當時稱為「布西父子」。公司第三代湯瑪斯（湯瑪斯之子）繼承後，開設了一個分社，分社在19世紀中改稱「布西公司」（Boosey & Co.），並開始專營歐陸作曲家的作品代理，特別是罗西尼、贝利尼、多尼采蒂與威尔第等人的劇作，皆是透過該社引進而為英國聽眾所知。另外，他們也出版本土重要作曲家如埃尔加、佛漢·威廉斯等人的作品。除了樂譜之外，布西公司也從事翻譯業務，最早的翻譯書包括了約翰·尼古勞斯·佛克爾的著作《約·塞·巴赫的一生》（1820年）。由於上議院1854年的決議，布西公司持有的一部分外國作品版權遭到剝奪，影響了他們的業務。不過，隨著敘事劇（ballad）在倫敦的流行，布西公司在市場趨勢之下仍有可觀的獲利。
出版工作之外，布西公司於1851年起涉足樂器製造，起初以木管樂器為主，1868年樂器製造部門由迪斯丁家族的亨利（Henry）接手經營，也陸續開始銅管樂器、弦樂器的生產。
1874年，布西公司遷址至摄政街295號，其規模進一步擴展，擁有了摄政街半數的店面。1892年，紐約分社開張。

### 與對手合併
1865年，威廉·亨利·霍克斯創立了「霍克斯父子」（Hawkes & Sons），在管弦樂曲目的出版項目外，也從事樂器零件的製造，很快就成為布西公司的競爭對象。1925年，霍克斯在北倫敦的埃奇韋爾開設了樂器工場，對布西公司形成了顯著的威脅。萊斯利·布西（Leslie Boosey）與拉爾夫·霍克斯（Ralph Hawkes）在二〇年代的一次會議上達成協議，兩方由競爭轉為合作。1930年，「博浩」正式成立。
1938年，奧地利遭納粹德國吞併，維也納的環球出版被迫轉向為威權服務，博浩則承接了遭納粹當局針對的作曲家如巴托克、柯达伊等人的作品。此外，他們也接納了普及方面的猶太雇員，這些「外援」對合併初期的博浩有著決定性的影響，如恩斯特·羅斯便是博浩簽下理查德·施特劳斯與斯特拉文斯基兩人的重要推手。戰事大舉爆發前，博浩又與布里顿、科普兰兩人達成作品代理的協議。戰後，樂譜出版市場一落千丈，博浩反向買進了俄國音樂作品的版權，這包括了普羅科菲耶夫、拉赫玛尼诺夫與斯特拉文斯基的作品，此一操作使博浩成為俄國精緻音樂的代表性出版商。

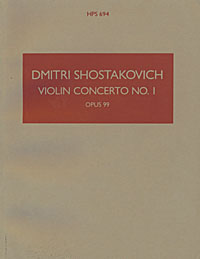
經典的「霍克斯閱讀用譜」（Hawkes Pocket Scores）封面：肖斯塔科维奇的第1號小提琴協奏曲，作品77/99

五〇年代，博浩已然是世界首屈一指的樂譜出版社，除了握有多位一流作曲家的出版代理權利之外，在波昂、约翰内斯堡、紐約、巴黎、多倫多和悉尼均設有分社。不過，兩位創辦人之間長期理念不和的問題，也在此時浮上水面，他們的分裂甚至迫使公司員工必須站邊表態。霍克斯在戰時秘密辦理了高達十萬英鎊的貸款，意圖買下公司的出版業務，並將之轉移至紐約運營，而樂器製造的部門則留置倫敦，供布西方面經營。然而，這樣出自單方面的規劃，隨著霍克斯在1950年9月8日的突然死亡而不了了之。到了六〇年代附近，長期支持公司發展的恩斯特·羅斯出面彌補創辦人決裂的局面，然而他與布里顿之間的意見也有不合（按：在布西家族的允許下，布里頓對公司的業務也有涉入，然而羅斯對布里頓的評價遠不如他對施特勞斯、斯特拉文斯基的重視）。1979年，萊斯利·布西逝世，現今由皇家愛樂協會與表演者權利協會（Performing Right Society，暫譯）共同頒發的「萊斯利·布西獎」，除了紀念該人之外，旨在對產業的幕後人員（廣播主持人、錄音產業製作人、樂譜出版商與代理等）寄予肯定與鼓勵。

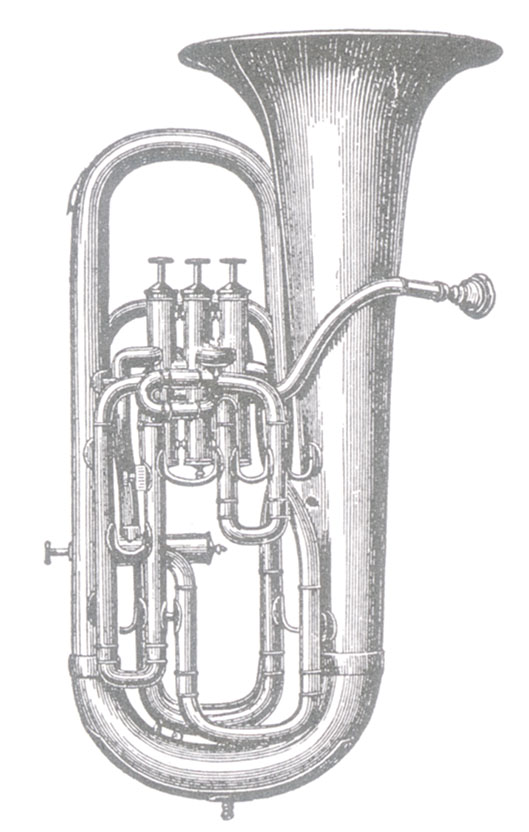
布西公司生產的上低音號設計草稿（1878年）

博浩的樂器製造部門在七〇年代遭遇經營瓶頸，進行了大幅度的裁員與產線削減。2001年，埃奇韋爾的樂器部門關閉時，唯一還有價值的產線僅存銅管一項。相關的業務隨後遷址至瓦特福，並更名為貝松公司。

### 近期發展
2001年，博浩在芝加哥的樂器配送業務被發現帳務異常，高達一千三百萬英鎊的營業額遭到註銷，導致公司瀕臨破產，最終由風險投資HgCapital由四千萬英鎊出面承接。2003年2月11日，博浩的樂器製造部門遭到拆分、轉售。2005年9月，HgCapital提出金額六千萬至八千萬的轉售，但相關的交易在11月被取消。2008年4月，荷蘭出版商Imagem收購了博浩，但Imagem不久後便被美國的Concord Music所併購，Concord隨後又出手購買了德國的Hans Sikorski（2019年），一股新的古典音樂出版勢力儼然成形。
2005年，博浩放棄了一百三十一年來位於攝政街的長期據點，轉址至奧德維奇現址。
博浩現於柏林、紐約設有分社，此外2011年起也透過網上商店做銷售。

## 特色業務
由於拉爾夫·霍克斯的精準投資眼光，博浩迄今仍持有多數20世紀古典音樂作品的版權，包括伯恩斯坦、布里顿、科普兰、普羅科菲耶夫以及斯特拉文斯基等20世紀主要作曲家的作品。當代英國作曲家如约翰·库利奇·亚当斯、卡爾·詹肯斯、詹姆斯·麥美倫、馬克-安東尼·圖爾納吉以及斯蒂夫·莱奇等人的創作，亦是透過博浩的協助出版、問世。此外，紐約分社亦著重於美國作曲家作品的出版與推廣。
博浩亦下設媒體部門「布西媒體」（BooseyMedia），製播廣播、電視內容。

### 參照
1. ↑  从古典到现代 音乐出版之首 （页面存档备份，存于） 博浩官方文件。
2. ↑  . Boosey & Hawkes.   [2007-05-24]. （原始内容存档于2005-11-30）.
3. ↑  Simon Burrows. . Woodbridge, Suffolk: Boydell & Brewer Ltd. 2000. ISBN 978-0-86193-249-8.
4. 1 2 3  . Boosey & Hawkes.   [2007-10-10]. （原始内容存档于2016-12-28）.
5. ↑  The shop moved to 28 Holles Street in 1816: . Boosey & Hawkes.   [2007-10-10]. （原始内容存档于2016-12-28）.
6. 1 2 3  Suzy Jagger. . The Times (London). 2003-03-20  [2020-08-02]. （原始内容存档于2011-06-12）.
7. ↑  Johann Nicolaus Forkel（德语：Johann Nicolaus Forkel）; Banker Stephenson (transl.). . London: T. Boosey & Co. 1820. 德文原題為Johann Nicolaus Forkel. . Leipzig: Hoffmeister und Kühnel. 1802. OCLC 243456252.
8. 1 2  D[avid] J[ames] Blaikley; William C. Smith; Peter Ward Jones. . L. Macy  (编). .   [2007-06-14]. （原始内容存档于2007-07-21）.
9. 1 2  Helen Wallace. . The Daily Telegraph (Review) (London). 2007-04-26  [2020-12-29]. （原始内容存档于2011-06-04）.
10. ↑  . Royal Philharmonic Society（英语：Royal Philharmonic Society）.   [2007-05-25]. （原始内容存档于2020-10-27）.
11. ↑  Wyse, Pascal. . The Guardian. 2007-01-26.
12. ↑  Osborne, Alistair. . The Daily Telegraph. 2001-03-21.[] Osborne, Alistair. . The Daily Telegraph. 2001-03-21.[]
13. ↑  Wachman, Richard. . The Observer. 2005-09-18.
14. ↑  Dennis, Guy. . The Daily Telegraph. 2005-11-19.[]
15. ↑  Sisario, Ben. . The New York Times. 2017-06-02  [2020-02-18]. ISSN 0362-4331. （原始内容存档于2020-12-20） （美国英语）.
16. ↑  . The Strad.   [2011-12-27]. （原始内容存档于2012-09-13）.
17. ↑  Minch, John. . Boosey & Hawkes.   [2007-05-24]. （原始内容存档于2007-05-13）.

## 外部連結
- 博浩的官方網站 （页面存档备份，存于）
- 博浩出版社的免费乐谱，由国际乐谱典藏计划提供